# Hermes Ahumada
Miguel Hermes Ahumada Pacheco (Rengo, 4 de marzo de 1911-Santiago, 28 de diciembre de 2004) fue un médico cirujano, abogado y político chileno. Militante del Partido Radical, se desempeñó como diputado y senador de su país.

## Biografía
Hijo de José Miguel Segundo Ahumada Moya y María Fidelisa Pacheco Molina. Era Hermano del también senador Gerardo Ahumada Pacheco. Se casó con Inés Muñoz Tapia y tuvieron seis hijos. Realizó sus estudios primarios y secundarios en el Liceo de Rengo, para luego ingresar a la Universidad de Chile, donde se tituló como médico cirujano en 1933. Posteriormente hizo un Posgrado en urología en la Universidad de Columbia y trabajó en el Hospital Ramos Mejía de Buenos Aires. Luego trabajó en varios servicios de salud en Chile.
En 1930 ingresa a la Juventud Radical, ocupando los cargos de secretario, vicepresidente y presidente nacional. Tiempo después se suma a las filas del Partido Radical, donde fue delegado de la Junta Central por Santiago y Tesorero. En 1945 fue elegido diputado por la Séptima Agrupación Departamental, Tercer Distrito de Puente Alto. 
Fue reelecto por la misma zona en 1949, 1953 y 1957. En sus años en la Cámara Baja integró la Comisión Permanente de Asistencia Médica-Social e Higiene; la de Trabajo y Legislación Social; y la de Vías y Obras Públicas, entre otras. Mientras era parlamentario ingresó a la Facultad de Derecho de la Universidad de Chile, obteniendo su título de abogado en 1954. Se desempeñó como profesor de la Escuela de Ciencias Políticas y Administrativas de la Universidad de Chile entre 1950 y 1960.
Postuló al Senado por O'Higgins y Colchagua en las elecciones parlamentarias de 1961, donde resultó elegido. Fue presidente provisional del Senado, entre el 15 de mayo y el 1° de junio de 1965. Integró la Comisión Permanente de Constitución, Legislación, Justicia y Reglamento, la que presidió; y la de Salud Pública. En las parlamentarias de 1969 no resultó reelecto.
Fue miembro de la Gran Logia de Chile.
En 1979 participó en la fundación del Movimiento Social Demócrata, del cual fue vicepresidente.
Falleció el 28 de diciembre de 2004 a los 93 años.

## Historial electoral

### Elecciones parlamentarias de 1961
- Elecciones parlamentarias de 1961  Candidato a Senador Quinta Agrupación Provincial, O'Higgins y Colchagua

Período 1961-1969 (Fuente: El Diario Ilustrado, 7 de marzo de 1961)

### Elecciones parlamentarias de 1969
- Elecciones parlamentarias de 1969  Candidato a Senador Quinta Agrupación Provincial, O'Higgins y Colchagua

Período 1969-1977 (Fuente: Diario El Mercurio, 4 de marzo de 1969)